# 王海
王海（1926年1月19日—2020年8月2日），原名王永昌，男，山东平度人，中国人民解放军空军、中国人民志愿军空军航空兵战斗机飞行员。第5任中国人民解放军空军司令员，空军上将军衔。中共第十二（1985年9月增选）、十三、十四届中央委员会委员。

## 生平

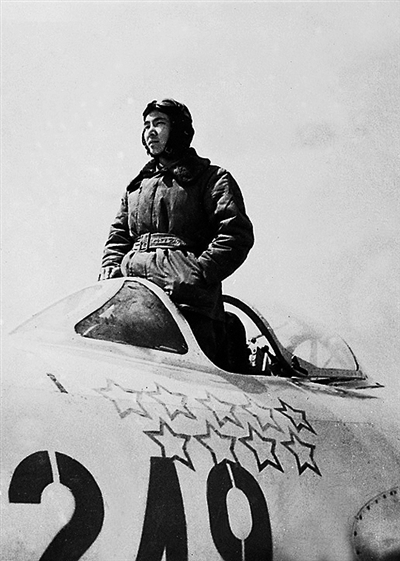
抗美援朝时期的王海

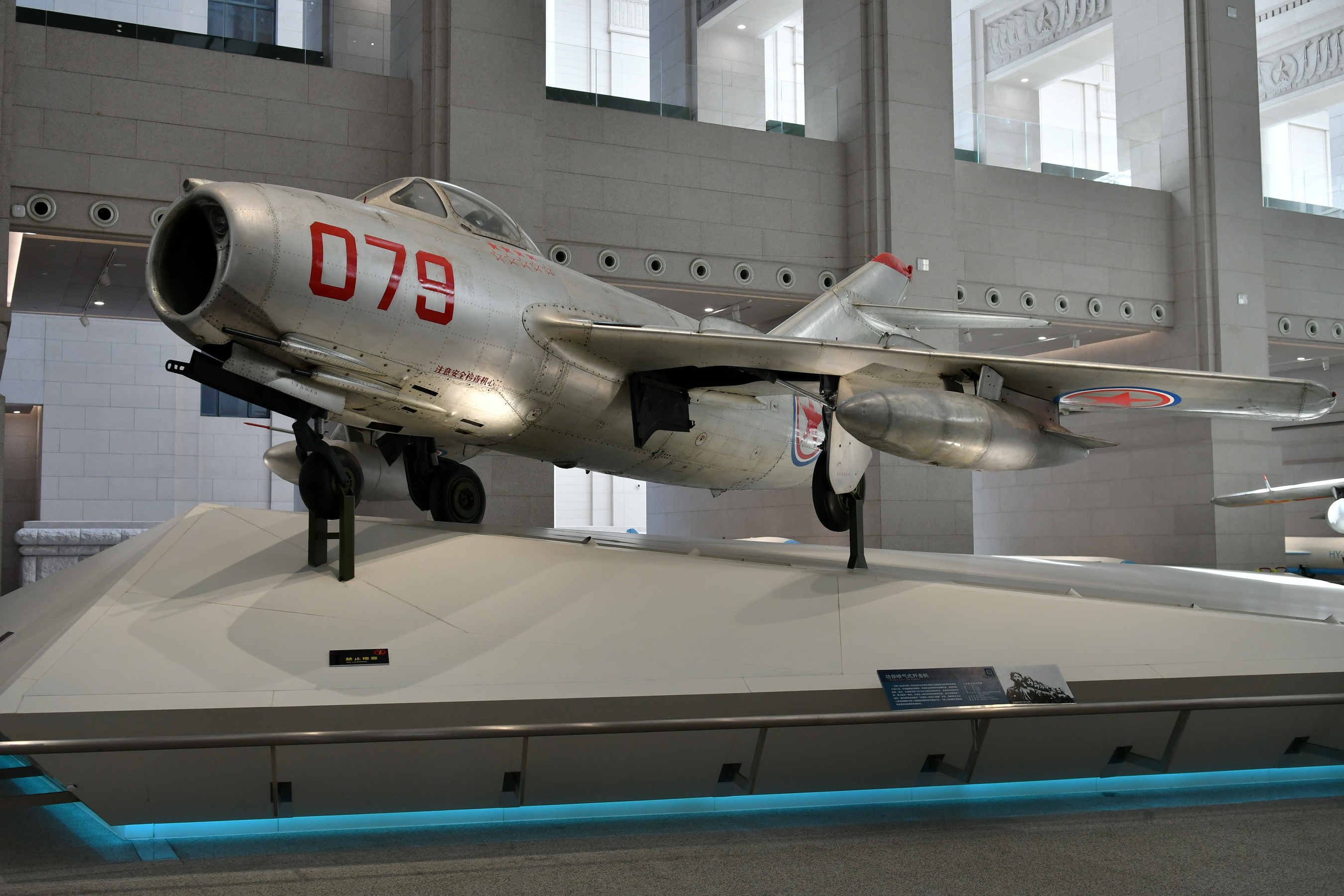
中国人民革命军事博物馆展出的米格-15歼击机（编号079），机上绘有代表空战英雄王海击落击伤战绩的9颗红星标志。

王海的父亲为谋生路，举家迁到烟台福音村，后又迁到威海市东门外温泉村。1944年，王海参加山东威海抗日青年中队，从事抗日宣传和传递情报工作，1945年9月加入中国共产党。同年年底，入山东人民革命大学学习，并改名王海。1946年6月被组织派往东北，参加东北民主联军，为东北民主联军航空学校机械队学员、机械员、飞行员。1949年10月起为沈阳空军第四航空学校飞行队速成班飞行员。1950年5月被任命为空军第四混成旅驱逐第十团第二十九大队中队长，10月任空军第三师第九团第一大队大队长。在抗美援朝中击落美军飞机4架，击伤5架，成为王牌飞行员。他所率领的1大队被命名为王海大队。
王海1952年起先后担任九团副团长、团长。1953年4月，任空军第三师副师长。1955年1月，他参与了一江山岛战役，同年9月获中校军衔，1956年6月任空军第三师师长，1959年晋升上校军衔。1965年11月，任空军第五军副军长。1969年11月任空军司令部军训部第二部长。1975年7月，任广州军区空军司令员。1982年11月，任解放军空军副司令员。
1985年7月被任命为中国人民解放军空军司令员。1988年9月被授予空军上将军衔。1992年11月退役。
2020年8月2日，王海在北京逝世，享年94岁，為最後一位生存的中國韓戰王牌飛行員。2021年2月，获得“感动中国2020年度人物”荣誉。

## 僚机
- 焦景文，王海的铁杆僚机，后任空五军副军长、空十军副军长。